# P.J. Hairston
Samuel Peterson „P.J.” Hairston Jr. (ur. 24 grudnia 1992 w Greensboro) – amerykański koszykarz, obrońca.
W 2011 wystąpił w meczu gwiazd amerykańskich szkół średnich - McDonald’s All-American.
Hairston został wybrany z numerem 26 draftu 2014 przez Miami Heat, jednak w dniu draftu został wymieniony do Charlotte Hornets. 16 lutego 2016 w ramach wymiany między trzema klubami trafił do Memphis Grizzlies.

## Osiągnięcia
NCAA
- Wybrany do:
  - składu All-ACC Honorable Mention (2013)[4]
  - I składu turnieju ACC (2013)[4]

D-League
- Wybrany do II składu debiutantów NBA D-League (2014)[4]
- Uczestnik konkursu rzutów za 3 punkty (2014)[4]